# غذای حیوانات خانگی

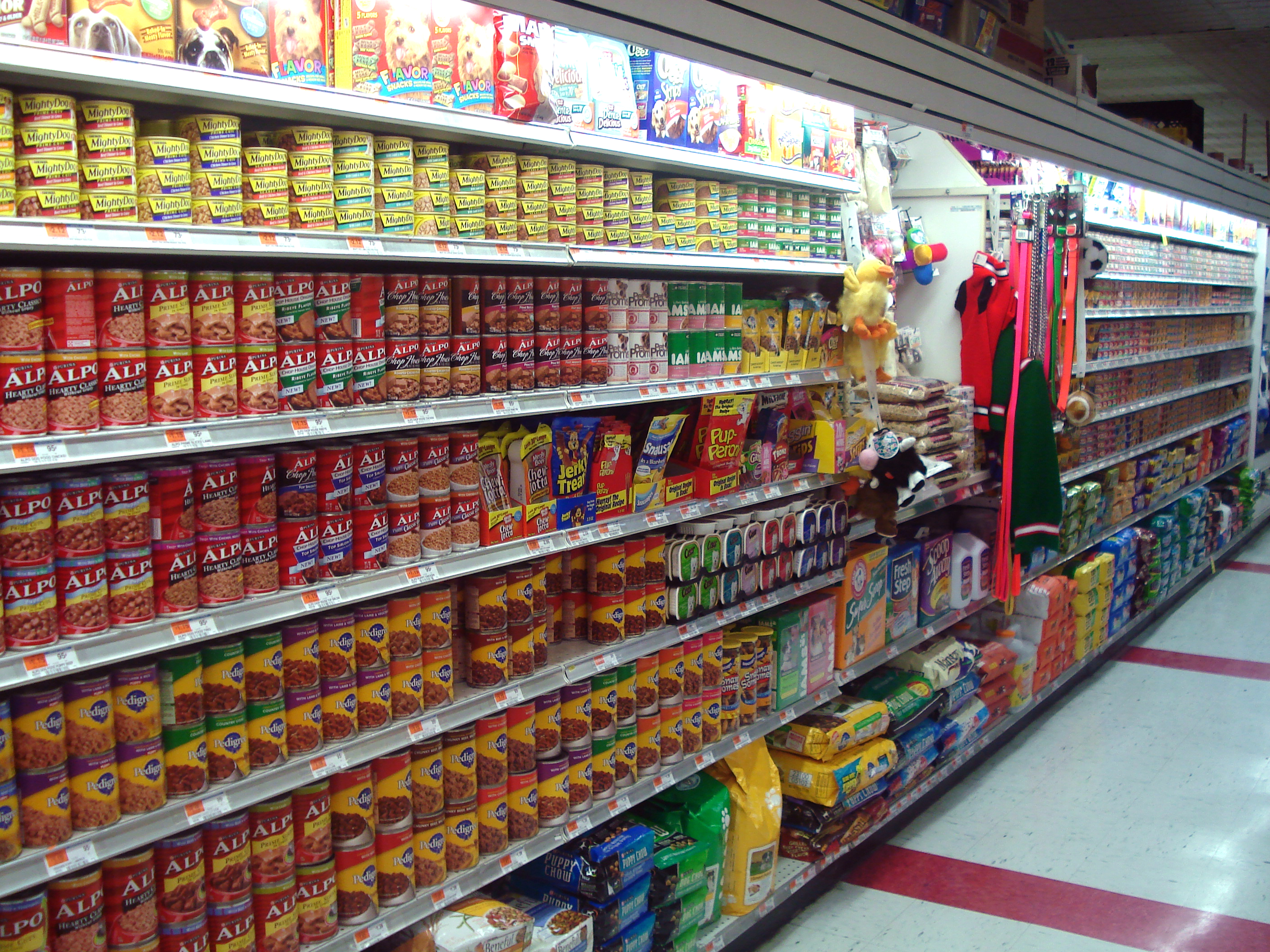
راهروی غذاهای حیوانات خانگی یک سوپرمارکت در بروکلین، نیویورک

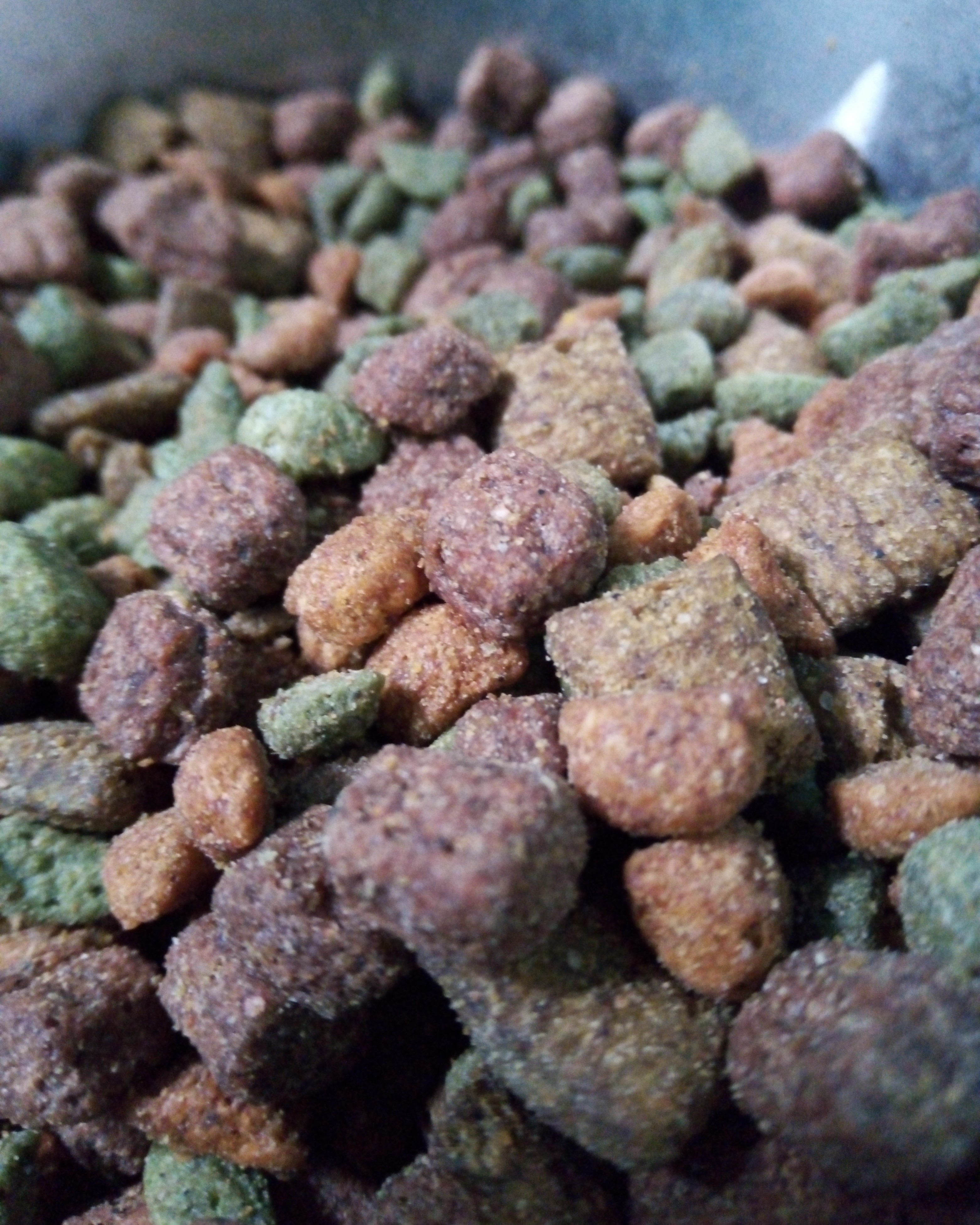
غذای گربه در یک کاسه

غذای حیوانات خانگی یا پت فود (به انگلیسی: Pet food) به دسته‌ای از خوراک‌های حیوانات اهلی گفته می‌شود، که به‌منظور تغذیه حیوانات خانگی تولید می‌شوند. این خوراک‌ها که به‌طور معمول در پت‌استورها و سوپرمارکت‌ها عرضه می‌شوند، اغلب مختص تنها یک گونه از حیوانات هستند؛ از جمله غذای سگ و غذای گربه. در بیشتر موارد، گوشت مورد استفاده در خوراک حیوانات خانگی، بخشی از محصولات فرعی یا ضایعات خطوط تولید خوراک انسانی است و «کلاس انسانی» محسوب نمی‌شود.
در سال ۲۰۱۹، ارزش بازار جهانی غذای حیوانات خانگی ۸۷٫۰۸ میلیارد دلار برآورد شد و پیش‌بینی می‌شود که به ۱۱۳٫۲ میلیارد دلار در سال ۲۰۲۴ برسد. در سال ۲۰۲۰ گزارش شد که بازار غذای حیوان خانگی در سیطره این پنج شرکت بزرگ است: مارس، نستله پورینا پتکر، جِی‌اِم اسماکر، هیل‌ز پِت نوتریشن (متعلق به کَلگِیت پالمولیو)، و بلوبوفالو (متعلق به جنرال میلز).

## صنعت
در ایالات متحده، در سال ۲۰۱۶ فروش غذای حیوانات خانگی به رقم بی‌سابقه ۲۸٫۲۳ میلیارد دلار رسید. مارس، با درآمد سالیانه حدود ۱۷ میلیارد دلار از محل فروش محصولات مراقبت از حیوانات خانگی، پیشرو بازار است. افزایش فروش آنلاین غذای حیوانات خانگی در این رشد سهیم بوده‌است. در سال ۲۰۱۵ فروش آنلاین در ایالات متحده ۱۵ درصد افزایش داشت. در سطح جهانی، نرخ رشد سالانه ترکیبی خرید آنلاین غذای حیوانات خانگی بین سالهای ۲۰۱۳ و ۲۰۱۸ بیش از ۲۵ درصد بوده‌است. گزارش‌های سال ۲۰۱۵ حکایت از صدرنشینی ایالات متحده در موضوع هزینه‌کرد در غذای حیوانات خانگی جهان در جهان دارد.

## تأثیرات کربن
با توجه به گوشت‌خوار بودن بسیاری از حیوانات خانگی (به‌خصوص گربه‌ها و سگ‌ها)، که طبق برآوردها متضمن یک‌پنجم مصرف گوشت و ماهی در جهان است، پیامدهای تولید غذای حیوانات خانگی از نظر تأثیرات کربن و نیز تغییرات آب و هوایی، تبدیل به یک دغدغه شده‌است.

## غذای ماهی
غذاهای ماهی به‌طور معمول حاوی درشت‌مغذی‌ها، عناصر کم‌مقدار و ویتامینهای کافی برای تأمین احتیاجات ماهیانِ در اسارت هستند. چیزی در حدود 80% ماهی‌دارانِ تفریحی، به ماهی‌هایشان غذاهای آماده را می‌خورانند که عمدتاً به‌شکل پرَک، پلت یا قرص تولید می‌شوند. مصرف اَشکال پلِتی که بعضاً به‌راحتی بلعیده می‌شوند، اغلب برای تغذیه ماهیان بزرگتر یا گونه‌های ماهیان دارای تغذیه در کف اکوسیستم‌های آبی از قبیل لوچ یا گربه‌ماهی است. غذاهای ماهی بعضاً حاوی افزودنی‌هایی همچون بتا کاروتن یا هورمون‌های جنسی نیز هستند که هدف از آن، افزایش القاییِ رنگیزهٔ ماهی‌های زینتی است.

## غذای پرنده

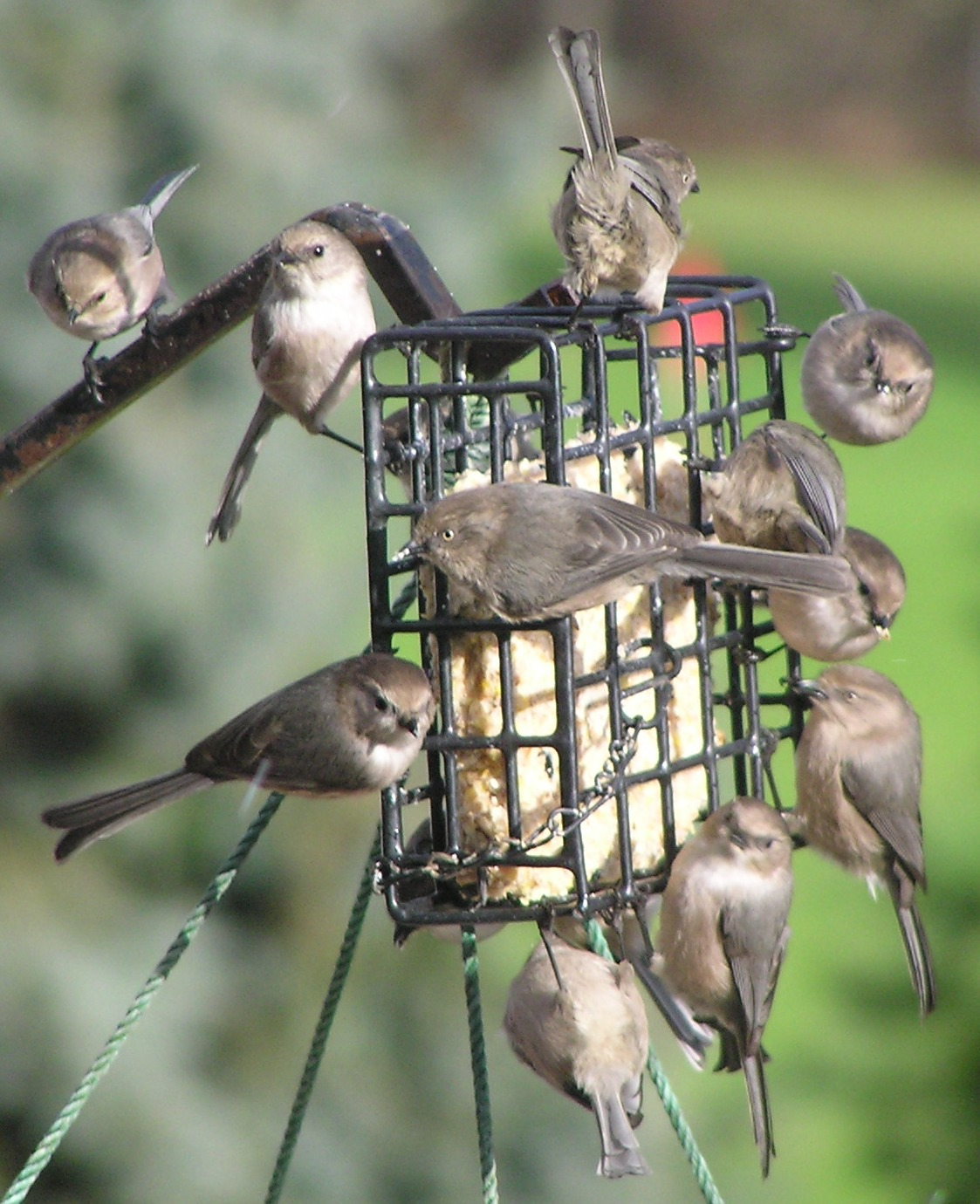
چندین چرخ‌ریسک دم‌دراز در حال خوردن پیه از یک فیدر پرنده

غذای پرنده، که هم در فیدرهای پرندگان و هم برای تغذیه پرندگان زینتی استفاده می‌شود، عموماً متشکل از طیفی از بذرها است. با این‌حال، اینگونه نیست که همه پرندگان بذر بخورند. شهد (که پایه آن آب‌قند است) مرغ مگس خوار را به خود جلب می‌کند.

## غذای گربه

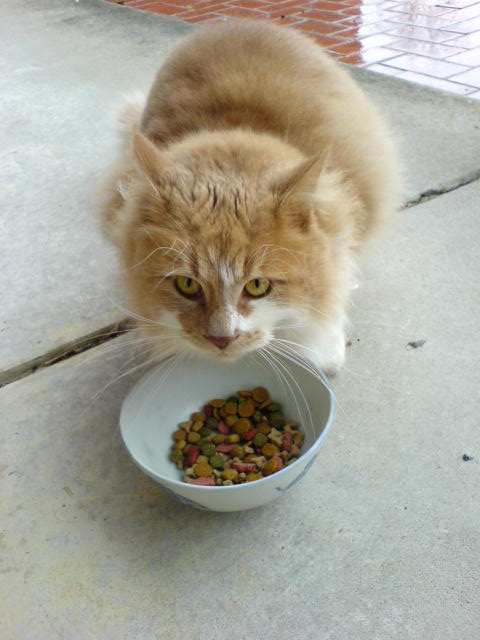
گربه‌ای با یک کاسه غذای پلِت‌شده گربه

گربه‌ها گوشت‌خوار اجباری هستند؛ گرچه بیشتر غذاهای تجاری گربه، حاوی هر دو دسته مواد حیوانی و گیاهی هستند که با ویتامین‌ها، مواد معدنی و سایر مواد مغذی تکمیل شده‌اند. به‌منظور تأمین احتیاجات غذایی خاص گربه‌ها، غذای گربه فرموله می‌شود و به ویژه حاوی اسید آمینه تائورین است، چرا که گربه‌ها نمی‌توانند با غذایی که از نظر تائورین ضعیف است رشد کنند. کانون تغذیه حیوانات خانگی والتام، سطوح بهینه تائورین در غذای گربه را محاسبه و اعلام کرده‌است.

## غذای سگ
در مورد رژیم غذایی مناسب برای سگها اتفاق نظر وجود ندارد. کسانی استدلال می‌کنند که سگها به‌مدت هزاران سال، از ضایعات و پس‌مانده‌های غذای صاحبان خود تغذیه و زندگی کرده‌اند و غذاهای تجاری سگ (که حداکثر از یک‌قرن پیش در دسترس بوده‌اند) حاوی گوشت‌های نامرغوب، افزودنی‌ها و سایر مواد متشکله‌ای است که مناسب تغذیه سگ‌ها نیستند، یا دست‌کم می‌توان گفت که غذای تجاری سگ به‌لحاظ تغذیه‌ای کفاف احتیاجات سگ‌ها را نمی‌دهد. با این‌حال، در سوی دیگر چنین اعلام می‌شود که بسیاری از برندهای تجاری با استفاده از بینش‌های کسب‌شده از مطالعات تغذیه‌ایِ علمی فرموله می‌شوند.

## تغذیه خام
تغذیه خام عبارت است از تغذیه سگ‌ها و گربه‌های خانگی و سایر حیوانات با رژیم غذاییِ عمدتاً متشکل از گوشت و استخوانِ قابل‌خوردن و اندام‌های پخته‌نشده. مواد مغذّیِ مورد استفاده در تهیه رژیم‌های غذایی خامِ گوناگون، متفاوت هستند. برخی تشکل‌های دامپزشکی، از جمله انجمن طبی دامپزشکی آمریکا، انجمن دامپزشکی بریتانیا و انجمن طبی دامپزشکی کانادا نسبت به مخاطراتی که از تغذیه حیوانات خانگی با گوشت خام متوجه سلامت این حیوانات و نیز سلامت عمومی می‌شود، هشدار داده و اظهار می‌دارند که هیچ‌گونه شواهد علمی‌ مرتبط با مزایای ادعا شده برای تغذیه خام، وجود ندارد.